# أنتوني ويليام توماس
أنتوني ويليام توماس (بالإنجليزية: Anthony William Thomas)‏ هو فيزيائي أسترالي، ولد في 5 نوفمبر 1949.